# Jusepe Martínez
Jusepe Nicolás Martínez y Lurbez (Zaragoza, 1600-Zaragoza, 6 de enero de 1682) fue un pintor y tratadista español, quizás el más importante pintor aragonés del siglo XVII.

## Biografía
Hijo de Daniel Martínez, pintor de origen flamenco, y de Isabel de Lurbez (natural de Ejea de los Caballeros), la mayoría de los autores da como año de nacimiento 1600, aunque no existe seguridad. Fue bautizado el 6 de diciembre de 1600 en La Seo, en Zaragoza. Tras aprender con su padre, fue enviado a Roma en 1623 para ampliar sus estudios. Durante su estancia italiana conoció la pintura veneciana, florentina y romana, además de proporcionar los dibujos para una serie de la vida de San Pedro Nolasco en grabados abiertos a buril por Johann Friedrich Greuter (1627). Trabó amistad con Guido Reni y Domenichino y en 1625 visitó a José de Ribera en Nápoles.

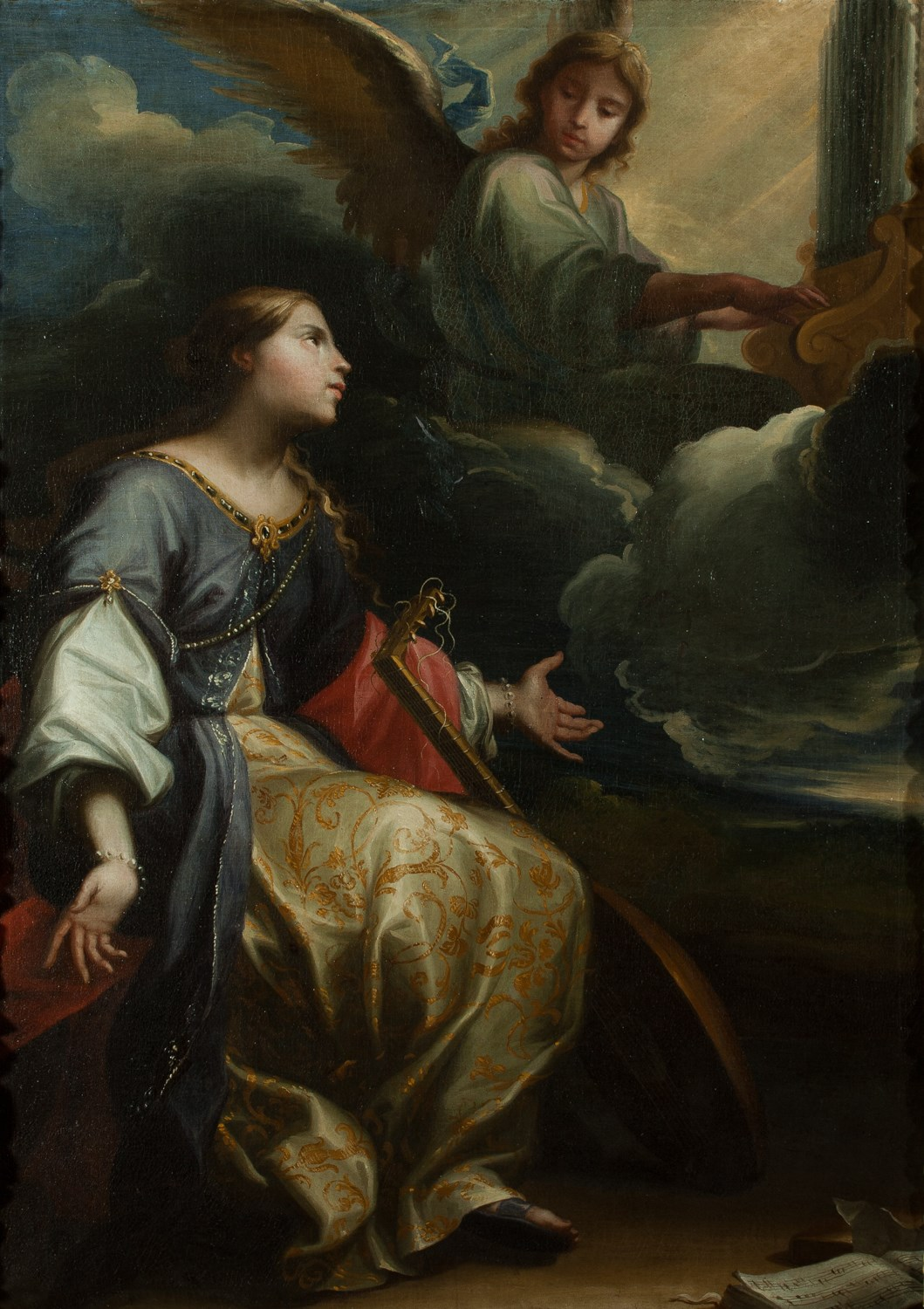
Santa Cecilia. Ca. 1637. (Museo de Zaragoza).

Volvió en 1627 a Zaragoza y se casó con Francisca Jenequi. Del matrimonio nació Jerónimo Jusepe Bautista Martínez y Jenequi, conocido como fray Antonio Martínez, cartujo lego de la Cartuja de Aula Dei de Zaragoza. Su estilo innovador fue un éxito en Zaragoza. De esta primera etapa es posible que sea el Santo Tomás y Job y su mujer que se conservan en el Museo de Bellas Artes de Budapest.
Hacia 1631 comenzó a tener prestigio y su amistad con Vincencio Juan de Lastanosa le permitieron entrar en los círculos intelectuales de la ciudad. Esto le favoreció al tiempo de obtener más encargos. En 1634 viajó a Madrid dónde se hizo amigo de Francisco Pacheco y Alonso Cano y pudo ver la colección real de pintura.
En 1642 Felipe IV visitó Zaragoza acompañado de Velázquez. Este, impresionado por la pintura de Martínez, lo recomendó al rey quien acabaría dándole el título de «pintor del rey ad honorem» el 8 de abril de 1644. Martínez quedaría profundamente influenciado por el arte de Velázquez y a partir del encuentro su pintura se hará más colorida y su pincelada más suelta.
En 1646 realizará la obra La tristeza de Zaragoza para el túmulo del príncipe Baltasar Carlos de Austria, obra que se ha perdido. Desde 1646 pintará obras para la capilla de los Lastanosa en la Catedral de Huesca, la capilla de Nuestra Señora la Blanca en La Seo, el retablo mayor de Santa María de Uncastillo y la iglesia de San Lorenzo en Huesca. También realizó los retratos de la familia Cortés, vizcondes de Torresecas. En 1669 realizó algunos lienzos para la iglesia de San Miguel de los Navarros de Zaragoza, dónde en 1670 funda una capellanía con 130 libras jaquesas de renta anual.
Además de pintar también realizó un tratado teórico sobre la pintura barroca, Discursos practicables del nobilísimo arte de la pintura (c.1675), que no fue publicado hasta 1853, permaneciendo hasta entonces en la Cartuja del Aula Dei gracias a su hijo, Jusepe Bautista Martínez, pintor y cartujo. El tratado, además de explicar el concepto teórico y la práctica de la pintura barroca, también da nociones biográficas de los pintores contemporáneos y sobre la historia de la pintura. El manuscrito fue donado en 1978 al Museo del Prado por Gonzalo Manso, a instancias de Alfonso E. Pérez Sánchez.
En el Museo de Zaragoza se conservan los cuadros de San Pedro Nolasco, Santa Cecilia y la Adoración de los Pastores.

## Obra

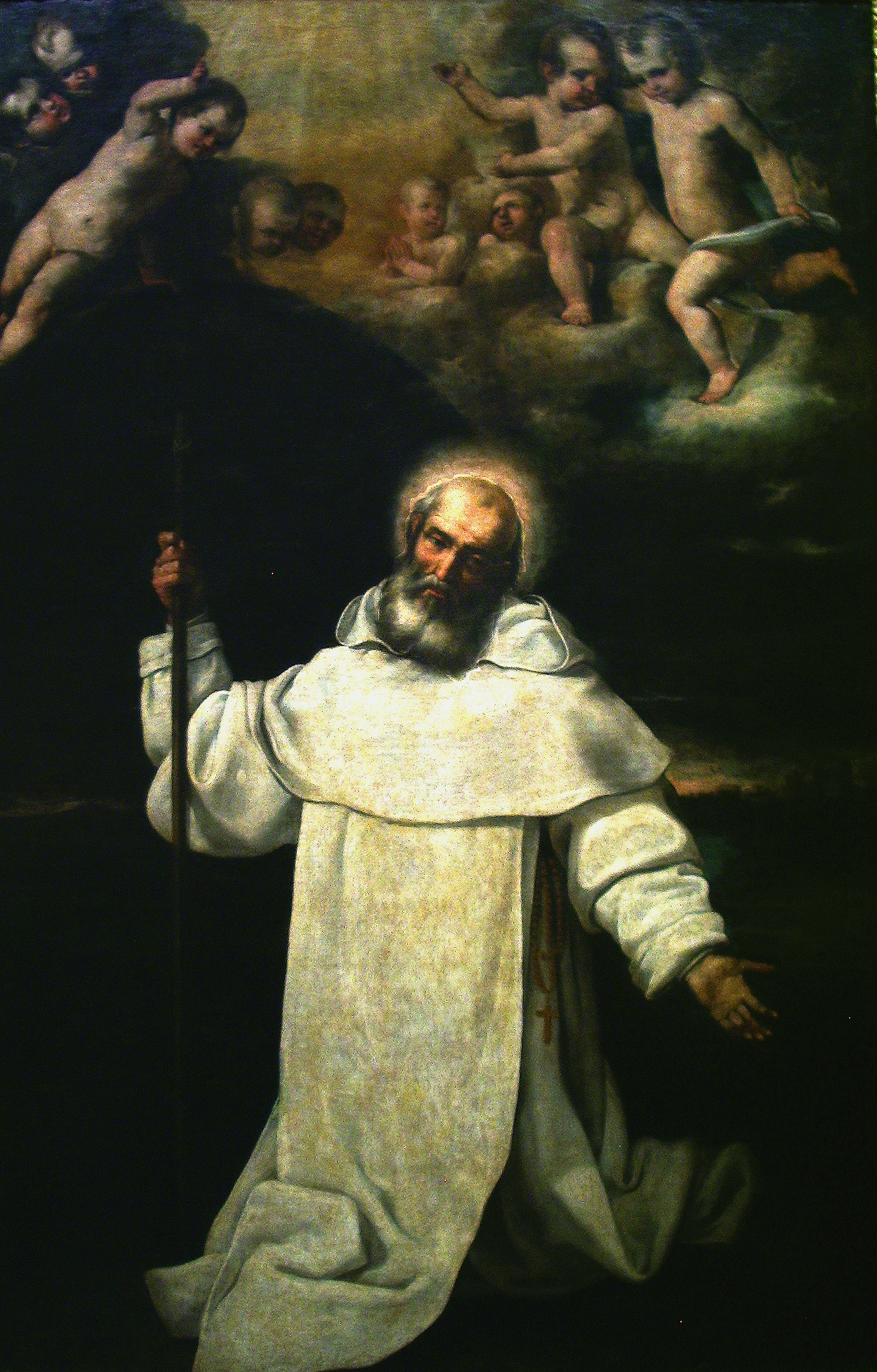
San Pedro Nolasco. (Museo de Zaragoza).

- Discursos practicables del nobilísimo arte de la pintura, edición, prólogo y notas por Julián Gallego, Akal, Madrid, 1988.
- Discursos practicables del nobilísimo arte de la pintura, edición, introducción y notas de María Elena Manrique, Cátedra, Madrid, 2006.
- Discursos practicables del nobilísimo arte de la pintura, edición crítica de María Elena Manrique, colección Larumbe, Prensas Universitarias de Zaragoza, Zaragoza, 2008.